# Isokor process
En isokor process är en termodynamisk process. En tillståndsändring vilket volymen hålles konstant från början till slut.
{\displaystyle \Delta V=0}
Uppvärmning av en gas i sluten behållare är ett exempel på en isokor process. 
En isokorisk process exemplifieras av uppvärmningen eller kylningen av innehållet i en förseglad, oelastisk behållare. Den termodynamiska processen är tillsats eller avlägsnande av värme.
För en isokor process är tryck-volymarbetet noll, då det definieras enligt:
{\displaystyle \Delta W=P\Delta V}

## Otto-processen
Den ideala Otto-cykeln är ett exempel på en isokorisk process när det antas att förbränningen av bensin-luftblandningen i en bil med förbränningsmotor sker instantant. Det sker en ökning av temperaturen och trycket på gasen inuti cylindern medan volymen förblir densamma.

## Namn
Namnet härstammar från grekiskans isos och χώρος [khoros], vilket kan översättas till 'lika volym'.